# Aunay-sous-Auneau
Aunay-sous-Auneau – miejscowość i gmina we Francji, w Regionie Centralnym, w departamencie Eure-et-Loir.
Według danych na rok 1990 gminę zamieszkiwało 1239 osób, a gęstość zaludnienia wynosiła 64 osoby/km² (wśród 1842 gmin Regionu Centralnego Aunay-sous-Auneau plasuje się na 320. miejscu pod względem liczby ludności, natomiast pod względem powierzchni na miejscu 679.).